# バーヌ・アタイヤ
バーヌ・アタイヤ（Bhanu Athaiya、1929年4月28日 - 2020年10月15日）は、インドの衣裳デザイナー、画家。日本語では「ブハヌ・アタイヤ」とも表記される。インド人で初めてアカデミー賞を受賞した人物である。ヒンディー語映画で最も著名な衣装デザイナーであると同時に、M・F・フセイン、F・N・ソウザ、ヴァスデーオ・S・ガイトンデと並ぶ芸術家としても知られており、ボンベイ・プログレッシブ・アーティスト・グループの歴史上唯一の女性メンバーだった。
1956年に『C.I.D.』に参加して以降は映画界に活動の幅を広げ、『渇き』『旦那様と奥様と召使い』『Guide』『都の花嫁アムラパーリー』『Teesri Manzil』『Satyam Shivam Sundaram』『Razia Sultan』『Chandni』『Lekin...』『1942・愛の物語』『ラガーン』『Swades』などに携わった。『ガンジー』ではアカデミー衣裳デザイン賞を受賞し、英国アカデミー賞 衣装デザイン賞にノミネートされた。

## 生涯

### 生い立ち
現在のマハーラーシュトラ州コールハープルに暮らすマラーター・バラモン家庭に7人兄弟の第3子として生まれた。父アンナサーヘブは芸術家として生計を立てており、撮影監督としてバーブラーオ・パインタルの監督作品にも携わっていたが、バーヌ・アタイヤが11歳の時に死去している。
彼女はボンベイのサー・J・J芸術学校に進学し、1951年に発表した絵画『Lady In Repose』でウシャ・デーシュムク金メダルを受賞している。

### キャリア

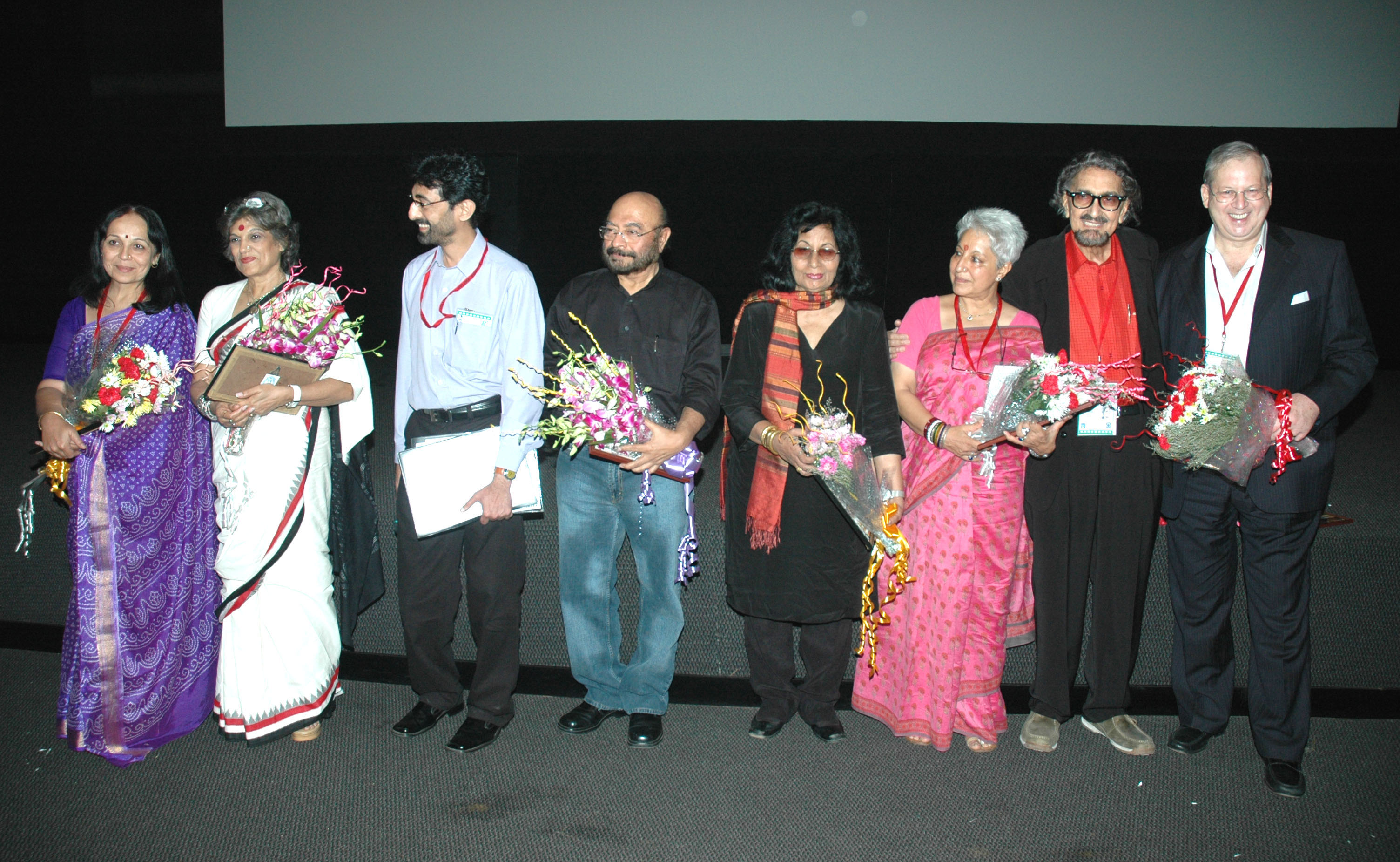
第37回インド国際映画祭に出席するバーヌ・アタイヤ（右から4人目、2006年）

サー・J・J芸術学校に通いながら芸術家として活動を始め、ボンベイ・プログレッシブ・アーティスト・グループの一員として展覧会を開催した。また、フリーランスのファッション・イラストレーターとして『イヴズ・ウィークリー』『ファッション&ビューティー』などの女性雑誌で仕事をこなしており、『イヴズ・ウィークリー』の編集者が服飾店を開業した際、ドレスのデザインを依頼されたことをきっかけに服飾デザイナーとしても活動するようになった。
1956年に衣装デザイナーとして『C.I.D.』に参加したことをきっかけに映画業界でも活動を始め、その後はグル・ダットの目に留まり、グル・ダット・チームの一員として『渇き』『十四夜の月』『旦那様と奥様と召使い』など彼の監督作品の常連スタッフになった。1982年に携わった『ガンジー』ではジョン・モロと共にアカデミー衣裳デザイン賞を受賞し、インド人初のアカデミー賞受賞者となった。また、インド国内でも『Lekin...』『ラガーン』で国家映画賞 衣装デザイン賞を受賞している。彼女は50年以上のキャリアの中で100本以上の映画で衣装デザインを手掛け、グル・ダット、ヤシュ・チョープラー、B・R・チョープラー、ラージ・カプール、ヴィジャイ・アーナンド、ラージ・コースラー、アシュトーシュ・ゴーワリケール、コンラッド・ルークス、リチャード・アッテンボローの作品に携わった。
2010年3月に著書『The Art of Costume Design』をハーパーコリンズから出版し、2013年1月13日には同著をダライ・ラマ14世に進呈している。2012年2月23日に映画芸術科学アカデミーに対して「自分の死後、家族がオスカー像の管理をすることが困難になるため」としてオスカー像の返還を申し出たことが報じられ、12月15日にオスカー像が映画芸術科学アカデミーに返還された。

### 死去
2012年に脳腫瘍と診断され、その影響で半身不随となり晩年の3年間は寝たきり状態になっていた。その後、2020年10月15日にムンバイの自宅で死去し、南ムンバイのチャンダンワディ火葬場で荼毘に付された。
バーヌ・アタイヤの死去に際して、『ラガーン』で主演を務めたアーミル・カーンは「バーヌは精密なリサーチと映画的な才能を見事に融合させ、監督のヴィジョンを実現させた映画人の一人でした」と弔意を表明し、2021年4月には『ニューヨーク・タイムズ』の「Overlooked」（死亡時に訃報記事が掲載されなかった人物を特集するシリーズ）に特集記事が掲載された。

## 私生活
1950年代に作詞家・詩人のサティエーンドラ・アタイヤと結婚し、1959年には芸名を「バーヌマティ」から「バーヌ」に改名している。2004年に夫と死別しており、夫婦の間には娘ラーディカー・グプタがいる。

## フィルモグラフィー
- C.I.D.（1956年）
- 渇き（英語版）（1957年）
- Kavi Kalidas（1959年）
- 紙の花（英語版）（1959年）
- Dil Deke Dekho（1959年）
- 十四夜の月（英語版）（1959年）
- Gunga Jumna（1959年）
- 旦那様と奥様と召使い（英語版）（1962年）
- Leader（1964年）
- Dulha Dulhan（1964年）
- Mere Sanam（1965年）
- Kaajal（1965年）
- Guide（1965年）
- Janwar（1965年）
- Budtameez（1966年）
- Teesri Manzil（1966年）
- Mera Saaya（1966年）
- Baharen Phir Bhi Aayengi（1966年）
- 都の花嫁アムラパーリー（1966年）
- Hare Kanch Ki Chooriyan（1967年）
- Anita（1967年）
- Brahmachari（1968年）
- Intaqam（1969年）
- Maa Aur Mamta（1970年）
- 私はピエロ（1970年）
- Khilona（1970年）
- Himmat（1970年）
- Johny Mera Naam（1970年）
- Maryada（1971年）
- Aap Aye Bahaar Ayee（1971年）
- Pyar Ki Kahani（1971年）
- Tere Mere Sapne（1971年）
- Mere Jeevan Saathi（1972年）
- Apna Desh（1972年）
- Roop Tera Mastana（1972年）
- Raaste Kaa Patthar（1972年）
- Dastaan（1972年）
- シッダールタ（英語版）（1972年）
- Bandhe Haath（1973年）
- Anamika（1973年）
- Keemat（1973年）
- Aaj Ki Taaza Khabar（1973年）
- Dhund（1973年）
- Bidaai（1974年）
- Chor Machaye Shor（1974年）
- Prem Kahani（1975年）
- Dharam Karam（1975年）
- Kaala Sona（1975年）
- Aakraman（1975年）
- Do Anjaane（1976年）
- Chalte Chalte（1976年）
- Aaj Ka Mahaatma（1976年）
- Nagin（1976年）
- Mehbooba（1976年）
- Hera Pheri（1976年）
- Udhar Ka Sindur（1976年）
- Ab Kya Hoga（1977年）
- Aaina（1977年）
- Alaap（1977年）
- Ganga Ki Saugandh（1978年）
- Ghar（1978年）
- Shalimar（1978年）
- Karmayogi（1978年）
- Satyam Shivam Sundaram（1978年）
- Jaani Dushman（1979年）
- Suhaag（1979年）
- Mr. Natwarlal（1979年）
- Meera（1979年）
- Abdullah（1980年）
- Karz（1980年）
- The Burning Train（1980年）
- Agreement（1980年）
- Insaf Ka Tarazu（1980年）
- ロッキー（英語版）（1981年）
- Hotel（1981年）
- Biwi-O-Biwi: The Fun-Film（1981年）
- Nikaah（1982年）
- Prem Rog（1982年）
- ガンジー（1982年）
- Pukar (1983 film)（1983年）
- Razia Sultan（1983年）
- Tarang（1984年）
- Yaadon Ki Kasam（1985年）
- Salma（1985年）
- Faasle（1985年）
- Ram Teri Ganga Maili（1985年）
- Sultanat（1986年）
- Kaash（1987年）
- Hero Hiralal（1988年）
- Chandni（1989年）
- 火の道（英語版）（1990年）
- Lekin...（1991年）
- Ajooba（1991年）
- 愛しのヘナ（1991年）
- Parampara（1993年）
- Sahibaan（1993年）
- 1942・愛の物語（1994年）
- The Cloud Door（1994年）
- Oh Darling! Yeh Hai India!（1995年）
- Prem（1995年）
- Dr. Babasaheb Ambedkar（2000年）
- Dhyaas Parva（2001年）
- ラガーン（2001年）
- Swades（2004年）
- Phir Kabhi（2009年）
- Nagrik（2015年）

## 受賞歴
| 年                 | 部門                         | 作品               | 結果         | 出典          |
| アカデミー賞       | アカデミー賞                 | アカデミー賞       | アカデミー賞 | アカデミー賞  |
| ------------------ | ---------------------------- | ------------------ | ------------ | ------------- |
| 1983年             | 衣裳デザイン賞               | 『ガンジー』       | 受賞         | [ 33 ] [ 34 ] |
| 英国アカデミー賞   |                              |                    |              |               |
| 1983年             | 衣装デザイン賞               | 『ガンジー』       | ノミネート   | [ 8 ] [ 35 ]  |
| 国家映画賞         |                              |                    |              |               |
| 1991年             | 衣装デザイン賞               | 『Lekin...』       | 受賞         | [ 20 ]        |
| 2003年             | 衣装デザイン賞               | 『ラガーン』       | 受賞         | [ 21 ]        |
| フィルムフェア賞   |                              |                    |              |               |
| 2009年             | 生涯功労賞                   | N/A                | 受賞         | [ 36 ]        |
| サー・J・J芸術学校 |                              |                    |              |               |
| 1951年             | ウシャ・デーシュムク金メダル | 『Lady In Repose』 | 受賞         | [ 11 ]        |